# Умљановић
Умљановић је насељено мјесто у саставу општине Ружић, у Далмацији, Република Хрватска.

## Географија
Налазе се на југоисточном ободу Петровог поља, у подножју планине Мосећ.

## Историја
До територијалне реорганизације у Хрватској налазио се у саставу бивше велике општине Дрниш. За вријеме рата у бившој СР Хрватској (1991―1995), село је било под хрватском контролом, у пограничној зони према Републици Српској Крајини.

## Становништво
Према попису становништва из 1991. године, Умљановић је имао 307 становника, 299 Хрвата и 8 осталих (без Срба). Умљановић је према попису становништва из 2011. године имао 148 становника.
| Демографија | Демографија | Демографија |
| Година      | Становника  | Становника  |
| ----------- | ----------- | ----------- |
| 1971.       | 590         |             |
| 1981.       | 430         |             |
| 1991.       | 307         |             |
| 2001.       | 156         |             |
| 2011.       |             | 148         |

## Попис 1991.
На попису становништва 1991. године, насељено место Умљановић је имало 307 становника, следећег националног састава:
| Попис 1991.‍ | Попис 1991.‍ | Попис 1991.‍ | Попис 1991.‍ | Попис 1991.‍ |
| ----------- | ----------- | ----------- | ----------- | ----------- |
|             |             |             |             |             |
| Хрвати      | Хрвати      |             | 299         | 97,39%      |
| непознато   | непознато   |             | 8           | 2,60%       |
| укупно: 307 |             |             |             |             |